# 加拿大保守主义
加拿大保守主义通常被认为是一种运动，在联邦政党政治中主要由现代加拿大保守主义政党以及省级的各种中右翼和右翼政党代表。在1854年的加拿大省选举中，第一个自称为“保守党”的政党在后来的加拿大成立。
极右翼政治从来都不是加拿大社会的重要力量。加拿大的保守主义意识形态起源于英国的“托利主义”，但随着时间的推移受到美国保守主义的影响。源于美国独立战争后联合帝国忠诚者的重新安置以及传统主义保守观点和亲市场自由主义理想，是加拿大保守派通常更喜欢威斯敏斯特政府体制的原因。

## 历史沿革
最初，加拿大的保守主义倾向于传统主义。加拿大的保守派政府，例如约翰·麦克唐纳、罗伯特·博登、R. B. 贝内特和约翰·迪芬贝克等，以支持政府在经济中发挥积极作用和创建政府经营的企业（早期的皇冠公司，例如加拿大国家铁路）发展和保护加拿大工业、保护主义计划等国家政策。因此，加拿大保守主义在其价值观、经济和政治观点上反映了英国保守主义，普遍赞成旧政治制度的延续和与君主制的牢固联系。
20世纪下半叶，加拿大保守主义拥护新自由主义经济政策，其中包括自由贸易、寻求平衡预算以及支持国营公司私有化，据称私营部门可以更好地提供这些服务。在此期间，加拿大东部和西部的保守派之间出现了分歧，因为西方保守派认为加拿大联邦议会被东方利益所支配。这种与西方的疏远导致了加拿大改革党的成立，它是一个以西方为基础的民粹主义抗议党，推动宪法改革以平衡地区利益，并寻求向东部扩张——尤其是在安大略省——以取代加拿大进步保守党。虽然加拿大进步保守党和改革党有一些相似的经济政策，但改革派比保守党更希望削减政府服务，改革派有强烈的社会保守主义立场，而加拿大进步保守党在有争议的社会问题上更为中立。
加拿大进步保守党在1993年的联邦选举中面临前所未有的崩溃，改革党超越加拿大进步保守党成为加拿大议会中最大的保守党。两党在数次选举中均未取得重大进展后，于2003年同意合并为新的加拿大保守党。同时，虽然魁北克省自1993年以来的联邦选举中只给保守党派席位很少，但保守派主题在魁北克政治中颇具影响力。